# Oscar za najlepszy scenariusz oryginalny
Oscar za najlepszy scenariusz oryginalny jest przyznawany przez Amerykańską Akademię Sztuki i Wiedzy Filmowej od 1940 roku.
Przed 1940 roku Akademia przyznawała nagrodę za najlepszą historię oryginalną (Academy Award for Best Story). W 1940 dodano opisywaną w tym artykule nagrodę na najlepszy scenariusz oryginalny, a w 1957 obie kategorie połączono, tworząc jedną dla najlepszego scenariusza.

## Laureaci i nominowani

### 1940–1949
1940: Preston Sturges – Wielki McGinty

nominacje:
- Ben Hecht – Anioły z Broadwayu
- Norman Burnside, Heinz Harald, John Huston – Eksperyment doktora Ehrlicha
- Charles Bennett, Joan Harrison – Zagraniczny korespondent
- Charles Chaplin – Dyktator

1941: Herman J. Mankiewicz, Orson Welles – Obywatel Kane

nominacje:
- Norman Krasna – Diabeł i pani Jones
- Harry Chandlee, Abem Finkel, John Huston, Howard Koch – Sierżant York
- Karl Tunberg, Darrell Ware – Tall, Dark and Handsome
- Paul Jarrico – Tom, Dick i Harry

1942: Michael Kanin, Ring Lardner Jr. – Kobieta roku

nominacje:
- Michael Powell, Emeric Pressburger – Jeden z naszych samolotów zaginął
- Frank Butler, Don Hartman – Droga do Maroka
- W.R. Burnett, Frank Butler – Wake Island
- George Oppenheimer – The War Against Mrs. Hadley

1943: Norman Krasna – Księżniczka O’Rourke

nominacje:
- Dudley Nichols – Mściwy jastrząb
- Noël Coward – Nasz okręt
- Lillian Hellman – The North Star
- Allan Scott – Bohaterki Pacyfiku

1944: Lamar Trotti – Wilson

nominacje:
- Preston Sturges – Hail the Conquering Hero
- Preston Sturges – The Miracle of Morgan’s Creek
- Richard Connell, Gladys Lehman – Dwie dziewczyny i żeglarz
- Jerome Cady – Wing and a Prayer

1945: Richard Schweizer – Marie-Louise

nominacje:
- Philip Yordan – Dillinger
- Myles Connolly – Muzyka dla milionów
- Milton Holmes – Dżokejska miłość
- Harry Kurnitz – What Next, Corporal Hargrove?

1946: Muriel Box, Sydney Box – The Seventh Veil

nominacje:
- Raymond Chandler – Błękitna dalia
- Jacques Prévert – Komedianci
- Ben Hecht – Osławiona
- Norman Panama, Melvin Frank – Droga do Utopii

1947: Sidney Sheldon – The Bachelor and the Bobby-Soxer

nominacje:
- Abraham Polonsky – Ostatnia runda
- Ruth Gordon, Garson Kanin – Podwójne życie
- Charles Chaplin – Pan Verdoux
- Sergio Amidei, Adolfo Franci, C.G. Viola, Cesare Zavattini – Dzieci ulicy

1948: nie przyznano (nagrodę za scenariusz oryginalny i adaptowany połączono jako „nagrodę za najlepszy scenariusz”
1949: Robert Pirosh – Pole bitwy

nominacje:
- Sidney Buchman – Jolson Sings Again
- Alfred Hayes, Federico Fellini, Sergio Amidei, Marcello Pagliero, Roberto Rossellini – Paisà
- T.E.B. Clarke – Paszport do Pimlico
- Helen Levitt, Janice Loeb, Sidney Meyers – The Quiet One

### 1950–1959
1950: Charles Brackett, D.M. Marshman Jr., Billy Wilder – Bulwar Zachodzącego Słońca

nominacje:
- Ruth Gordon, Garson Kanin – Żebro Adama
- Virginia Kellogg, Bernard C. Schoenfeld – Uwięziona
- Carl Foreman – Pokłosie wojny
- Joseph L. Mankiewicz, Lesser Samuels – Bez wyjścia

1951: Alan Jay Lerner – Amerykanin w Paryżu

nominacje:
- Billy Wilder, Lesser Samuels, Walter Newmann – As w potrzasku
- Philip Dunne – Dawid i Betszeba
- Robert Pirosh – Go for Broke
- Clarence Green, Russell Rouse – The Well

1952: T.E.B. Clarke – Szajka z Lawendowego Wzgórza

nominacje:
- Sidney Boehm – Atomowe miasto
- Terence Rattigan – Bariera dźwięku
- Ruth Gordon, Garson Kanin – Pat i Mike
- John Steinbeck – Viva Zapata!

1953: Charles Brackett, Richard Breen, Walter Reisch – Titanic

nominacje:
- Betty Comden, Adolph Green – Wszyscy na scenę
- Richard Murphy – Szczury pustyni
- Sam Rolfe, Harold Jack Bloom – Naga ostroga
- Millard Kaufman – Take the High Ground!

1954: Budd Schulberg – Na nabrzeżach

nominacje:
- Joseph L. Mankiewicz – Bosonoga Contessa
- William Rose – Genevieve
- Valentine Davies, Oscar Brodney – Historia Glenna Millera
- Norman Panama, Melvin Frank – Knock on Wood

1955: Sonya Levien, William Ludwig – Interrupted Melody

nominacje:
- Milton Sperling, Emmet Lavery – The Court-Martial of Billy Mitchell
- Betty Comden, Adolph Green – Zawsze jest piękna pogoda
- Jacques Tati, Henri Marquet – Wakacje pana Hulot
- Melville Shavelson, Jack Rose – The Seven Little Foys

1956: Albert Lamorrise – Czerwony balonik

nominacje:
- Robert Lewin – The Bold and The Brave
- Andrew L. Stone – Julie
- Federico Fellini, Tullio Pinelli – La strada
- William Rose – Jak zabić starszą panią

1957: George Wells – Żona modna

nominacje:
- Leonard Gershe – Zabawna buzia
- Ralph Wheelwright, R. Wright Campbell, Ivan Goff, Ben Roberts – Człowiek o tysiącu twarzy
- Barney Slater, Joel Kane, Dudley Nichols – Gwiazda szeryfa
- Federico Fellini, Ennio Flaiano, Tullio Pinelli – Wałkonie

1958: Nathan E. Douglas i Harold Jacob Smith – Ucieczka w kajdanach

nominacje:
- Paddy Chayefsky – Bogini
- Melville Shavelson i Jack Rose – Dom na łodzi
- James Edward Grant i William Bowers – Jeden przeciw wszystkim
- Fay Kanin i Michael Kanin – Prymus

1959: Clarence Greene, Maurice Richlin, Russell Rouse i Stanley Shapiro – Telefon towarzyski

nominacje:
- François Truffaut i Marcel Moussy – Czterysta batów
- Ernest Lehman – Północ, północny zachód
- Paul King, Joseph Stone, Stanley Shapiro i Maurice Richlin – Operacja „Halka”
- Ingmar Bergman – Tam, gdzie rosną poziomki

### 1960–1969
1960: I.A.L. Diamond i Billy Wilder – Garsoniera

nominacje:
- Bryan Forbes, Richard Gregson i Michael Craig – Zmowa milczenia
- Norman Panama i Melvin Frank – Facts of Life
- Marguerite Duras – Hiroszima, moja miłość
- Jules Dassin – Nigdy w niedzielę

1961: William Inge – Wiosenna bujność traw

nominacje:
- Walentin Jeżow i Grigorij Czuchraj – Ballada o żołnierzu
- Federico Fellini, Ennio Flaiano, Tullio Pinelli i Brunello Rondi – Słodkie życie
- Sergio Amidei, Diego Fabbri i Indro Montanelli – Generał della Rovere
- Stanley Shapiro i Paul Henning – Kochanku wróć

1962: Ennio De Concini, Pietro Germi i Alfredo Giannetti – Rozwód po włosku

nominacje:
- Charles Kaufman i Wolfgang Reinhardt – Doktor Freud
- Alain Robbe-Grillet – Zeszłego roku w Marienbadzie
- Stanley Shapiro i Nate Monaster – Powiew luksusu
- Ingmar Bergman – Jak w zwierciadle

1963: James R. Webb – Jak zdobywano Dziki Zachód

nominacje:
- Federico Fellini, Ennio Flaiano, Tullio Pinelli i Brunello Rondi – Osiem i pół
- Elia Kazan – Ameryka, Ameryka
- Pasquale Festa Campanile, Massimo Franciosa, Nanni Loy, Vasco Pratolini i Carlo Bernari – Cztery dni Neapolu
- Arnold Schulman – Romans z nieznajomym

1964: Peter Stone i Frank Tarloff – Ojciec Wirgiliusz

nominacje:
- Alun Owen – Noc po ciężkim dniu
- Raphael Hayes i Orville H. Hampton – Czarne i białe
- Agenore Incrocci, Furio Scarpelli i Mario Monicelli – Towarzysze
- Jean-Paul Rappeneau, Ariane Mnouchkine, Daniel Boulanger i Philippe de Broca – Człowiek z Rio

1965: Frederic Raphael – Darling

nominacje:
- Agenore Incrocci, Furio Scarpelli, Mario Monicelli, Tonino Guerra, Giorgio Salvioni i Suso Cecchi D’Amico – Casanova ’70
- Jack Davies i Ken Annakin – Ci wspaniali mężczyźni w swych latających maszynach
- Franklin Coen i Frank Davis – Pociąg
- Jacques Demy – Parasolki z Cherbourga

1966: Claude Lelouch i Pierre Uytterhoeven – Kobieta i mężczyzna

nominacje:
- Michelangelo Antonioni, Tonino Guerra i Edward Bond – Powiększenie
- Billy Wilder i I.A.L. Diamond – Szczęście Harry’ego
- Robert Ardrey – Chartum
- Clint Johnston i Don Peters – The Naked Prey

1967: William Rose – Zgadnij, kto przyjdzie na obiad

nominacje:
- David Newman i Robert Benton – Bonnie i Clyde
- Robert Kaufman i Norman Lear – Rozwód po amerykańsku
- Jorge Semprún – Wojna się skończyła
- Frederic Raphael – Dwoje na drodze

1968: Mel Brooks – Producenci'

nominacje:
- Stanley Kubrick i Arthur C. Clarke – 2001: Odyseja kosmiczna
- Franco Solinas i Gillo Pontecorvo – Bitwa o Algier
- John Cassavetes – Twarze
- Ira Wallach i Peter Ustinov – Gorące miliony

1969: William Goldman – Butch Cassidy i Sundance Kid

nominacje:
- Paul Mazursky i Larry Tucker – Bob i Carol i Ted i Alice
- Nicola Badalucco, Enrico Medioli i Luchino Visconti – Zmierzch bogów
- Peter Fonda, Dennis Hopper i Terry Southern – Swobodny jeździec
- Walon Green, Roy N. Sickner i Sam Peckinpah – Dzika banda

### 1970–1979
1970: Francis Ford Coppola i Edmund H. North – Patton

nominacje:
- Adrien Joyce i Bob Rafelson – Pięć łatwych utworów
- Norman Wexler – Joe
- Erich Segal – Love Story
- Éric Rohmer – Moja noc u Maud

1971: Paddy Chayefsky – Szpital

nominacje:
- Elio Petri, Ugo Pirro – Śledztwo w sprawie obywatela poza wszelkim podejrzeniem
- Andy Lewis, David Lewis – Klute
- Herman Raucher – Lato roku 1942
- Penelope Gilliat – Ta przeklęta niedziela

1972: Jeremy Larner – Kandydat

nominacje:
- Luis Buñuel, Jean-Claude Carrière – Dyskretny urok burżuazji
- Terrence McCloy, Chris Clark, Suzanne de Passe – Lady śpiewa bluesa
- Louis Malle – Szmery w sercu
- Carl Foreman – Młody Winston

1973: David S. Ward – Żądło

nominacje:
- George Lucas, Gloria Katz, Willard Huyck – Amerykańskie graffiti
- Ingmar Bergman – Szepty i krzyki
- Steve Shagan – Ocalić tygrysa
- Melvin Frank, Jack Rose – Miłość w godzinach nadliczbowych

1974: Robert Towne – Chinatown

nominacje:
- Robert Getchell – Alicja już tu nie mieszka
- Francis Ford Coppola – Rozmowa
- François Truffaut, Jean-Louis Richard, Suzanne Schiffman – Noc amerykańska
- Paul Mazursky, Josh Greenfeld – Harry i Tonto

1975: Frank Pierson – Pieskie popołudnie

nominacje:
- Federico Fellini i Tonino Guerra – Amarcord
- Claude Lelouch i Pierre Uytterhoeven – Całe nasze życie
- Ted Allan – Kłamstwa mojego taty
- Robert Towne i Warren Beatty – Szampon

1976: Paddy Chayefsky – Sieć

nominacje:
- Jean-Charles Tacchella i Daniele Thompson – Kuzyn, kuzynka
- Walter Bernstein – Figurant
- Sylvester Stallone – Rocky
- Lina Wertmüller – Siedem piękności Pasqualino

1977: Woody Allen, Marshall Brickman – Annie Hall

nominacje:
- Neil Simon – Dziewczyna na pożegnanie
- Robert Benton – Ostatni seans
- George Lucas – Gwiezdne wojny
- Arthur Laurents – Punkt zwrotny

1978: Robert C. Jones, Waldo Salt, Nancy Dowd – Powrót do domu

nominacje:
- Ingmar Bergman – Jesienna sonata
- Deric Washburn, Michael Cimino, Louis Garfinkle, Quinn K. Redeker – Łowca jeleni
- Woody Allen – Wnętrza
- Paul Mazursky – Niezamężna kobieta

1979: Steve Tesich – Uciekać

nominacje:
- Robert Alan Aurthur, Bob Fosse – Cały ten zgiełk
- Valerie Curtin, Barry Levinson – ...i sprawiedliwość dla wszystkich
- Mike Gray, T.S. Cook, James Bridges – Chiński syndrom
- Woody Allen, Marshall Brickman – Manhattan

### 1980–1989
1980: Bo Goldman – Melvin i Howard

nominacje:
- W.D. Richter, Arthur Ross – Więzień Brubaker
- Christopher Gore – Sława
- Jean Gruault, Henri Laborit – Wujaszek z Ameryki
- Nancy Meyers, Charles Shyer, Harvey Miller – Szeregowiec Benjamin

1981: Colin Welland – Rydwany ognia

nominacje:
- Kurt Luedtke – Bez złych intencji
- Steve Gordon – Artur
- John Guare – Atlantic City
- Warren Beatty, Trevor Griffiths – Czerwoni

1982: John Briley – Gandhi

nominacje:
- Barry Levinson – Diner
- Melissa Mathison – E.T.
- Douglas Day Stewart – Oficer i dżentelmen
- Larry Gelbart, Murray Schisgal, Don McGuire – Tootsie

1983: Horton Foote – Pod czułą kontrolą

nominacje:
- Lawrence Kasdan, Barbara Benedek – Wielki chłód
- Ingmar Bergman – Fanny i Aleksander
- Nora Ephron, Alice Arlen – Silkwood
- Lawrence Lasker, Walter F. Parkes – Gry wojenne

1984: Robert Benton – Miejsca w sercu

nominacje:
- Daniel Petrie Jr., Danilo Bach – Gliniarz z Beverly Hills
- Woody Allen – Danny Rose z Broadwayu
- Gregory Nava, Anna Thomas – El Norte
- Lowell Ganz, Babaloo Mandel, Bruce Jay Friedman, Brian Grazer – Plusk

1985: William Kelley, Earl Wallace, Pamela Wallace – Świadek

nominacje:
- Robert Zemeckis, Bob Gale – Powrót do przyszłości
- Terry Gilliam, Tom Stoppard, Charles McKeown – Brazil
- Luis Puenzo, Aida Bortnik – Wersja oficjalna
- Woody Allen – Purpurowa róża z Kairu

1986: Woody Allen – Hannah i jej siostry

nominacje:
- Paul Hogan, Ken Shadie, John Cornell – Krokodyl Dundee
- Hanif Kureishi – Moja piękna pralnia
- Oliver Stone – Pluton
- Oliver Stone, Richard Boyle – Salwador

1987: John Patrick Shanley – Wpływ księżyca

nominacje:
- Louis Malle – Do zobaczenia, chłopcy
- James L. Brooks – Telepasja
- John Boorman – Nadzieja i chwała
- Woody Allen – Złote czasy radia

1988: Ronald Bass, Barry Morrow – Rain Man

nominacje:
- Gary Ross, Anne Spielberg – Duży
- Ron Shelton – Byki z Durham
- John Cleese, Charles Crichton – Rybka zwana Wandą
- Naomi Foner – Stracone lata

1989: Tom Schulman – Stowarzyszenie Umarłych Poetów

nominacje:
- Woody Allen – Zbrodnie i wykroczenia
- Spike Lee – Rób, co należy
- Steven Soderbergh – Seks, kłamstwa i kasety wideo
- Nora Ephron – Kiedy Harry poznał Sally

### 1990–1999
1990: Bruce Joel Rubin – Uwierz w ducha

nominacje:
- Woody Allen – Alicja
- Barry Levinson – Avalon
- Peter Weir – Zielona karta
- Whit Stillman – Metropolitan

1991: Callie Khouri – Thelma i Louise

nominacje:
- John Singleton – Chłopaki z sąsiedztwa
- James Toback – Bugsy
- Richard LaGravenese – Fisher King
- Lawrence Kasdan, Meg Kasdan – Wielki Kanion

1992: Neil Jordan – Gra pozorów

nominacje:
- Woody Allen – Mężowie i żony
- George Miller, Nick Enright – Olej Lorenza
- John Sayles – Wygrać z losem
- David Peoples – Bez przebaczenia

1993: Jane Campion – Fortepian

nominacje:
- Gary Ross – Dave
- Jeff Maguire – Na linii ognia
- Ron Nyswaner – Filadelfia
- Nora Ephron, David S. Ward, Jeff Arch – Bezsenność w Seattle

1994: Quentin Tarantino, Roger Avary – Pulp Fiction

nominacje:
- Woody Allen, Douglas McGrath – Strzały na Broadwayu
- Richard Curtis – Cztery wesela i pogrzeb
- Fran Walsh, Peter Jackson – Niebiańskie stworzenia
- Krzysztof Kieślowski, Krzysztof Piesiewicz – Trzy kolory. Czerwony

1995: Christopher McQuarrie – Podejrzani

nominacje:
- Randall Wallace – Braveheart. Waleczne serce
- Woody Allen – Jej wysokość Afrodyta
- Stephen J. Rivele, Christopher Wilkinson, Oliver Stone – Nixon
- Joss Whedon, Andrew Stanton, Joel Cohen, Alec Sokolow, John Lasseter, Pete Docter, Joe Ranft – Toy Story

1996: Joel i Ethan Coen – Fargo

nominacje:
- Cameron Crowe – Jerry Maguire
- John Sayles – Na granicy
- Mike Leigh – Sekrety i kłamstwa
- Jan Sardi, Scott Hicks – Blask

1997: Ben Affleck, Matt Damon – Buntownik z wyboru

nominacje:
- Mark Andrus, James L. Brooks – Lepiej być nie może
- Paul Thomas Anderson – Boogie Nights
- Woody Allen – Przejrzeć Harry’ego
- Simon Beaufoy – Goło i wesoło

1998: Marc Norman, Tom Stoppard – Zakochany Szekspir

nominacje:
- Warren Beatty, Jeremy Pikser – Senator Bulworth
- Vincenzo Cerami, Roberto Benigni – Życie jest piękne
- Robert Rodat – Szeregowiec Ryan
- Andrew Niccol – Truman Show

1999: Alan Ball – American Beauty

nominacje:
- Charlie Kaufman – Być jak John Malkovich
- Paul Thomas Anderson – Magnolia
- M. Night Shyamalan – Szósty zmysł
- Mike Leigh – Topsy-Turvy

### 2000–2009
| Rok                                       | Film                                         | Scenarzysta |
| ----------------------------------------- | -------------------------------------------- | ----------- |
| 2000 (73.)                                |                                              |             |
| U progu sławy                             | Cameron Crowe                                |             |
| Billy Elliot                              | Lee Hall                                     |             |
| Erin Brockovich                           | Susannah Grant                               |             |
| Gladiator                                 | David Franzoni John Logan William Nicholson  |             |
| Możesz na mnie liczyć                     | Kenneth Lonergan                             |             |
| 2001 (74.)                                |                                              |             |
| Gosford Park                              | Julian Fellowes                              |             |
| Amelia                                    | Jean-Pierre Jeunet Guillaume Laurant         |             |
| Memento                                   | Christopher Nolan Jonathan Nolan             |             |
| Czekając na wyrok                         | Milo Addica Will Rokos                       |             |
| Genialny klan                             | Wes Anderson Owen Wilson                     |             |
| 2002 (75.)                                |                                              |             |
| Porozmawiaj z nią                         | Pedro Almodóvar                              |             |
| Daleko od nieba                           | Todd Haynes                                  |             |
| Gangi Nowego Jorku                        | Jay Cocks Kenneth Lonergan Steven Zaillian   |             |
| Moje wielkie greckie wesele               | Nia Vardalos                                 |             |
| I twoją matkę też                         | Alfonso Cuarón Carlos Cuarón                 |             |
| 2003 (76.)                                |                                              |             |
| Między słowami                            | Sofia Coppola                                |             |
| Inwazja barbarzyńców                      | Denys Arcand                                 |             |
| Niewidoczni                               | Steven Knight                                |             |
| Gdzie jest Nemo?                          | Andrew Stanton Bob Peterson David Reynolds   |             |
| Nasza Ameryka                             | Jim Sheridan Kirsten Sheridan Naomi Sheridan |             |
| 2004 (77.)                                |                                              |             |
| Zakochany bez pamięci                     | Pierre Bismuth Michel Gondry Charlie Kaufman |             |
| Aviator                                   | John Logan                                   |             |
| Hotel Ruanda                              | Terry George Keir Pearson                    |             |
| Iniemamocni                               | Brad Bird                                    |             |
| Vera Drake                                | Mike Leigh                                   |             |
| 2005 (78.)                                |                                              |             |
| Miasto gniewu                             | Paul Haggis Bobby Moresco                    |             |
| Good Night and Good Luck                  | George Clooney Grant Heslov                  |             |
| Wszystko gra                              | Woody Allen                                  |             |
| Walka żywiołów                            | Noah Baumbach                                |             |
| Syriana                                   | Stephen Gaghan                               |             |
| 2006 (79.)                                |                                              |             |
| Mała miss                                 | Michael Arndt                                |             |
| Babel                                     | Guillermo Arriaga                            |             |
| Listy z Iwo Jimy                          | Paul Haggis Iris Yamashita                   |             |
| Labirynt fauna                            | Guillermo del Toro                           |             |
| Królowa                                   | Peter Morgan                                 |             |
| 2007 (80.)                                |                                              |             |
| Juno                                      | Diablo Cody                                  |             |
| Miłość Larsa                              | Nancy Oliver                                 |             |
| Michael Clayton                           | Tony Gilroy                                  |             |
| Ratatuj                                   | Brad Bird                                    |             |
| Rodzina Savage                            | Tamara Jenkins                               |             |
| 2008 (81.)                                |                                              |             |
| Obywatel Milk                             | Dustin Lance Black                           |             |
| Rzeka ocalenia                            | Courtney Hunt                                |             |
| Happy-Go-Lucky, czyli co nas uszczęśliwia | Mike Leigh                                   |             |
| Najpierw strzelaj, potem zwiedzaj         | Martin McDonagh                              |             |
| WALL·E                                    | Andrew Stanton Jim Reardon Pete Docter       |             |
| 2009 (82.)                                |                                              |             |
| The Hurt Locker. W pułapce wojny          | Mark Boal                                    |             |
| Bękarty wojny                             | Quentin Tarantino                            |             |
| W imieniu armii                           | Alessandro Camon Oren Moverman               |             |
| Poważny człowiek                          | Joel Coen Ethan Coen                         |             |
| Odlot                                     | Bob Peterson Pete Docter Tom McCarthy        |             |

### 2010–2019
| Rok                                      | Film                                                                             | Scenarzysta |
| ---------------------------------------- | -------------------------------------------------------------------------------- | ----------- |
| 2010 (83.)                               |                                                                                  |             |
| Jak zostać królem                        | David Seidler                                                                    |             |
| Fighter                                  | Scott Silver Paul Tamasy Eric Johnson Keith Dorrington                           |             |
| Incepcja                                 | Christopher Nolan                                                                |             |
| Kolejny rok                              | Mike Leigh                                                                       |             |
| Wszystko w porządku                      | Lisa Cholodenko Stuart Blumberg                                                  |             |
| 2011 (84.)                               |                                                                                  |             |
| O północy w Paryżu                       | Woody Allen                                                                      |             |
| Artysta                                  | Michel Hazanavicius                                                              |             |
| Chciwość                                 | J.C. Chandor                                                                     |             |
| Druhny                                   | Kristen Wiig Annie Mumolo                                                        |             |
| Rozstanie                                | Asghar Farhadi                                                                   |             |
| 2012 (85.)                               |                                                                                  |             |
| Django                                   | Quentin Tarantino                                                                |             |
| Kochankowie z Księżyca. Moonrise Kingdom | Wes Anderson Roman Coppola                                                       |             |
| Lot                                      | John Gatins                                                                      |             |
| Miłość                                   | Michael Haneke                                                                   |             |
| Wróg numer jeden                         | Mark Boal                                                                        |             |
| 2013 (86.)                               |                                                                                  |             |
| Ona                                      | Spike Jonze                                                                      |             |
| American Hustle                          | Eric Warren Singer David O. Russell                                              |             |
| Blue Jasmine                             | Woody Allen                                                                      |             |
| Nebraska                                 | Bob Nelson                                                                       |             |
| Witaj w klubie                           | Craig Borten Melisa Wallack                                                      |             |
| 2014 (87.)                               |                                                                                  |             |
| Birdman                                  | Alejandro González Iñárritu Nicolás Giacobone Alexander Dinelaris Jr. Armando Bó |             |
| Boyhood                                  | Richard Linklater                                                                |             |
| Foxcatcher                               | E. Max Frye Dan Futterman                                                        |             |
| Grand Budapest Hotel                     | Wes Anderson Hugo Guinness                                                       |             |
| Wolny strzelec                           | Dan Gilroy                                                                       |             |
| 2015 (88.)                               |                                                                                  |             |
| Spotlight                                | Tom McCarthy Josh Singer                                                         |             |
| Ex Machina                               | Alex Garland                                                                     |             |
| Most szpiegów                            | Matt Charman Joel i Ethan Coenowie                                               |             |
| Straight Outta Compton                   | S. Leigh Savidge Jonathan Herman                                                 |             |
| W głowie się nie mieści                  | Pete Docter Meg LeFauve                                                          |             |
| 2016 (89.)                               |                                                                                  |             |
| Manchester by the Sea                    | Kenneth Lonergan                                                                 |             |
| Aż do piekła                             | Taylor Sheridan                                                                  |             |
| Kobiety i XX wiek                        | Mike Mills                                                                       |             |
| La La Land                               | Damien Chazelle                                                                  |             |
| Lobster                                  | Jorgos Lantimos Eftimis Filipu                                                   |             |
| 2017 (90.)                               |                                                                                  |             |
| Uciekaj!                                 | Jordan Peele                                                                     |             |
| I tak cię kocham                         | Emily V. Gordon Kumail Nanjiani                                                  |             |
| Lady Bird                                | Greta Gerwig                                                                     |             |
| Kształt wody                             | Guillermo del Toro Vanessa Taylor                                                |             |
| Trzy billboardy za Ebbing, Missouri      | Martin McDonagh                                                                  |             |
| 2018 (91.)                               |                                                                                  |             |
| Green Book                               | Peter Farrelly Brian Currie Nick Vallelonga                                      |             |
| Faworyta                                 | Deborah Davis Tony McNamara                                                      |             |
| Pierwszy reformowany                     | Paul Schrader                                                                    |             |
| Roma                                     | Alfonso Cuarón                                                                   |             |
| Vice                                     | Adam McKay                                                                       |             |
| 2019 (92.)                               |                                                                                  |             |
| Parasite                                 | Bong Joon-ho Han Jin Won                                                         |             |
| 1917                                     | Sam Mendes Krysty Wilson-Cairns                                                  |             |
| Historia małżeńska                       | Noah Baumbach                                                                    |             |
| Na noże                                  | Rian Johnson                                                                     |             |
| Pewnego razu...w Hollywood               | Quentin Tarantino                                                                |             |

### 2020–2029
| Rok                             | Film                                           | Scenarzysta                           |
| ------------------------------- | ---------------------------------------------- | ------------------------------------- |
| 2020 (93.)                      |                                                |                                       |
| Obiecująca. Młoda. Kobieta.     | Emerald Fennell                                |                                       |
| Judasz i Czarny Mesjasz         | Will Berson Shaka King Keith Lucas Kenny Lucas |                                       |
| Minari                          | Lee Isaac Chung                                |                                       |
| Proces Siódemki z Chicago       | Aaron Sorkin                                   |                                       |
| Dźwięk metalu                   | Abraham Marder Darius Marder Derek Cianfrance  |                                       |
| 2021 (94.)                      |                                                |                                       |
| Belfast                         | Kenneth Branagh                                |                                       |
| King Richard. Zwycięska rodzina | Zach Baylin                                    |                                       |
| Licorice Pizza                  | Paul Thomas Anderson                           |                                       |
| Najgorszy człowiek na świecie   | Eskil Vogt Joachim Trier                       |                                       |
| Nie patrz w górę                | Adam McKay David Sirota                        |                                       |
| 2022 (95.)                      |                                                |                                       |
| Wszystko wszędzie naraz         | Daniel Kwan Daniel Scheinert                   |                                       |
| Duchy Inisherin                 | Martin McDonagh                                |                                       |
| Fabelmanowie                    | Steven Spielberg Tony Kushner                  |                                       |
| Tár                             | Todd Field                                     |                                       |
| W trójkącie                     | Ruben Östlund                                  |                                       |
| 2023 (96.)                      |                                                |                                       |
| Anatomia upadku                 | Justine Triet Arthur Harari                    |                                       |
| Przesilenie zimowe              | David Hemingson                                |                                       |
| Maestro                         | Bradley Cooper Josh Singer                     |                                       |
| Obsesja                         | Samy Burch Alex Mechanik                       |                                       |
| Poprzednie życie                | Celine Song                                    |                                       |
| 2024 (97.)                      | Anora                                          | Sean Baker                            |
| 2024 (97.)                      | The Brutalist                                  | Brady Corbet Mona Fastvold            |
| 2024 (97.)                      | Prawdziwy ból                                  | Jesse Eisenberg                       |
| 2024 (97.)                      | September 5                                    | Moritz Binder Tim Fehlbaum Alex David |
| 2024 (97.)                      | Substancja                                     | Coralie Fargeat                       |